# Virtuel
« Virtuel » est un adjectif (qui peut être substantivé : le virtuel) utilisé pour désigner ce qui est seulement en puissance, sans effet actuel. Il s'emploie souvent pour signifier l'absence d'existence.
À partir des années 1980, cet adjectif est aussi utilisé pour désigner ce qui se passe dans un ordinateur ou sur Internet, c'est-à-dire dans un « monde numérique » par opposition au « monde physique ».

## Plusieurs façons de le définir

### Définition ancrée dans la philosophie (scolastique)
La définition courante de virtuel est strictement philosophique et dérive d'une traduction latine « virtualis » du concept aristotélicien de dunaton, elle provient de la scolastique du Moyen Âge. Aristote donne à ce mot trois significations dans son livre la « Métaphysique ». Il signifie « virtuel », « possible » et « puissant ». Le concept de puissance est le plus intéressant. Il l'explique comme étant « le principe du mouvement ou du changement placé dans un autre être, ou dans le même être, mais en tant qu'autre ». L'exemple de Marcello Vitali-Rosati vient expliquer ce que l'on entend par puissance, « l'architecte a le pouvoir, dunamis, de bâtir une maison qui est donc « virtuelle », dunaton, en lui. Cette virtualité, continue Aristote, ne se trouve ni dans l'agent ni dans le patient : la maison virtuelle n'est pas proprement dans l'architecte, ni dans la maison actuelle qu'il bâtira. ». Il en conclut que le virtuel n'a rien à voir avec le fictif, il ne manque au contraire pas de réalité.
La notion s'introduit dans la philosophie médiévale, au XIIe siècle, dans les écrits de l'évêque Odon de Cambrai, qui nomme "tout virtuel" (totum virtuale) une notion logique introduite par Boèce pour désigner le tout très particulier qu'est l'âme humaine, constituée de "parties" (ses différentes facultés). Elle est ensuite abondamment développée au siècle suivant et donne lieu aux notions de "contenance virtuelle", de "quantité virtuelle", "contact virtuel", "intention virtuelle" (par exemple, pour administrer le sacrement de baptême, il suffit que le prêtre en ait l'intention virtuelle, même s'il n'en a pas l'intention actuelle au moment où il le fait).
Les définitions que donnent Gilles Deleuze et Pierre Lévy du virtuel se réfèrent à cette tradition.
Gilles Deleuze précise que le virtuel ne s'oppose pas au réel mais à l'actuel (ce qui existe dans le concret), alors que le réel s'oppose quant à lui au possible. Le possible est déjà défini, déterminé, c'est un réel latent auquel il ne manque que l'actualisation. Pour reprendre un exemple régulièrement cité, l'arbre est virtuellement présent dans la graine, « l’arbre est présent dans la graine et il constitue son actualisation ». Serge Tisseron est opposé à cette signification, il définit le réel comme ce qui résiste, et l'actuel est quant à lui localisé.
Le virtuel est ce qui existe en puissance et non, en effet, de manière concrète, mais il agit par l'actualisation. Ainsi le virtuel se distingue du possible dans ce qu'il n'est pas prédéterminé et, par conséquent, imprévisible, répondant à une multiplicité de paramètres. Une multiplicité ouverte et de laquelle peuvent surgir une ou plusieurs actualisations. Mais une multiplicité qui n'a pas encore de structure unique. Ce qui donne comme conclusion que le virtuel est « ce qui a un principe de mouvement conduisant à la production de quelque chose de nouveau. Il occupe un interstice dynamique : il est, donc, extérieur à ce dont il est virtualité et il reste virtuel après l'actualisation ».
Gilles-Gaston Granger insiste sur la capacité des mathématiques et du calcul à faire émerger la part de virtualité propre au réel. Pour Granger, « le virtuel apparaît alors comme cet aspect du réel dont traite le calcul ».
Le virtuel n'est pas irréel dans la mesure où, le réel ne se résume pas à ce qui est concret ou matériel, il est partie prenante du réel. C'est cette conception qui fait dire à Maurice Benayoun, souvent considéré comme artiste du virtuel : « Le virtuel c'est le réel avant qu'il ne passe à l'acte ». Il faut comprendre : « avant qu'il ne s'actualise ».
Est alors qualifié de « virtuel » un être ou une chose n'ayant pas d'existence actuelle (c'est-à-dire dans les faits tangibles), mais seulement un « état potentiel susceptible d'actualisation ». Par exemple, pour Pierre Lévy : « Pourquoi la consommation d'une information n'est-elle pas destructive et sa détention n'est-elle pas exclusive ? Parce que l'information est virtuelle ».
Ce mot est devenu très à la mode depuis l'explosion des techniques informatiques ouvrant des possibilités quasiment infinies de communication en réseau à l'échelle mondiale, sans contact physique entre les personnes ainsi mises en relation. Chez Pierre Lévy par exemple, la virtualisation du réel s'opère par un renforcement des potentialités du donné.

### Définition ancrée dans l'étymologie latine (virtus) et les emplois techniques
Selon Denis Berthier, « est virtuel ce qui, sans être réel, a, avec force et de manière pleinement actuelle (c'est-à-dire non potentielle), les qualités (propriétés, qualia) du réel ». Cette définition repose sur l'étymologie du mot (du latin virtus -vertu-, et non de virtualis, mot inventé au Moyen Âge), ainsi que sur les usages techniques du terme dans des expressions comme « image virtuelle », « réalité virtuelle », « son virtuel », « environnement virtuel », etc.
Le prototype du virtuel en ce sens est le reflet dans un miroir. En effet, le reflet d'un objet est déjà là, que je sois là ou non pour le percevoir ; il n'est pas en attente d'une quelconque actualisation. Il s'impose à la vue et tant « que les conditions d’observation (être dans la portion d’espace adéquate) sont satisfaites (ce qui fait tout de même une différence tangible), rien ne permet de le distinguer visuellement de l’objet réel ». Ce qui n'est pas forcément le cas d'autres modalités sensorielles, tel que le toucher et le son. On ne peut saisir une image, tout comme l'on peut créer un son virtuel qui semble provenir d'un endroit d'où aucun son réel ne sort.
Dans cette conception, il découle qu'un objet virtuel, non réel mais pleinement actuel, peut être issu d'effets réels (comme les rayons réfléchis), de sorte que la perception qu'on en a et toute notre relation à lui sont bien réelles, tout comme le sont (dans le champ visuel) celle du reflet ou (dans le champ auditif) celle d'un son virtuel. C'est également ainsi que l'on peut recourir à la réalité virtuelle pour soigner des phobies, y compris à travers l'hypnose.
Les nouvelles technologies de la réalité virtuelle tentent d'offrir une expérience d'immersion sensorielle totale. Elles visent principalement à « à étendre à tout l’espace le champ d’observation visuelle des objets virtuels ; et à étendre l’immersion à d’autres modalités sensorimotrices. Toutes les propriétés du virtuel relevées au sujet des images virtuelles se transposent, par construction, aux « mondes virtuels » de la réalité virtuelle ».
De façon significative, cette définition met l'accent sur le virtuel comme expérience réelle et actuelle, mais médiatisée par une interface, un objet technique. Denis Berthier donne également comme exemple les allumettes : depuis l'invention des techniques d'allumage, le feu pourrait être considéré comme virtuel. Toutefois, il démontre qu'il n'y a rien de virtuel, ni potentiel dans le feu, puisqu'il faut une action extérieure précise sur l'allumette, action qui par ailleurs va changer sa situation. Ici, l’expérience de l'allumette qui devient "flamme" par friction avec son extrémité est bel et bien réelle.

## Virtuel dans le domaine numérique
En 1985, le terme « virtuel » se détache de ses significations philosophiques. Il est tout d'abord utilisé par l'informaticien Jaron Lanier, qui l'emploie afin de qualifier les nouvelles technologies, plus précisément celles qui permettent de représenter la réalité grâce à un médium électronique, et qui proposent une expérience unique où tous les sens sont présents, ainsi qu'une interaction avec un environnement simulé favorisant l'immersion (ex : jeu vidéo). Bien que ce soit une réalité, elle diffère de « notre » réalité habituelle. On a donc eu le besoin de spécifier cette réalité, et de mieux la nommer, on parle alors de « réalité virtuelle ».
Ce qui n'avait au départ pour but que de signifier un monde fictif, imaginaire, voire inexistant, se retrouve à avoir une signification beaucoup plus profonde et complexe. Le terme connaît dès lors une grande gloire, et est utilisé pour signifier tout ce qui est en rapport avec les technologies informatiques : « réalité virtuelle, mais aussi de communication virtuelle, de commerce virtuel, de société virtuelle, de conférences virtuelles, de communauté virtuelle, etc. ».

### Image virtuelle
Une Image virtuelle est, en optique, le résultat des rayons provenant d'un plan situé du côté du système optique. « C'est le prolongement des rayons issus du point objet conjugué qui convergent au point image ». L'image virtuelle ne peut être recueillie sur écran, elle peut seulement être observée par un autre instrument visuel tel qu'une loupe, un microscope optique ou d'un télescope, etc. Pour la loupe par exemple, l'image qui nous apparaît agrandie est une image virtuelle.
D'un point de vue philosophique, Platon distingue deux types d'images virtuelles : le simulacre, double infidèle de l'objet d'origine, et le symbole, notamment le symbole mathématique, reproduction fidèle et idéelle de la réalité. L'image virtuelle, avec la géométrie, se forme donc entièrement par la raison. Cela dit, le concept d'image virtuelle se définit également par l'image que se fait la conscience de tout objet extérieur. La conscience, qui « se présente comme un ensemble organisé de perspectives », unifie l'objet ou le paysage regardé. Jules Lagneau précise que la conscience ne peut percevoir d'un cube plus de trois de ses faces. De plus, la conscience ne peut agencer simultanément toutes les faces vues alternativement. Ainsi, l'imagination et la mémoire, qui synthétisent toutes ces perspectives, sont nécessaires à la mise en forme et du cube l'esprit du sujet.
En 1968, Ivan Sutherland réalise l'image synthèse d'un cube tridimensionel. L'observateur regarde le cube à travers ce qui deviendra un visio-casque, qui doit prendre en compte les mouvements de ce dernier pour lui transmettre le bon positionnement du cube en recréant les mêmes procédés que feraient le cerveau. L'utilisation du casque et de la correspondance des mouvements du corps avec l'image regardée sont des concepts principalement utilisés pour la réalité virtuelle, expliquée ci-dessous. En effet, dans son article, Ivan Sutherland nomme "image virtuelle" (virtual image) l'image projetée sur les écrans situés devant les yeux de l'observateur.

### Réalité virtuelle
Le terme réalité virtuelle a tout d'abord été utilisé dans le théâtre afin d'y décrire la nature illusoire des personnages et des objets. Ce n'est qu'au fil des ans que ce terme a acquis une signification plus technique. Aujourd'hui la réalité virtuelle est pour nous une technologie qui permet de plonger l'individu dans un monde parallèle, voire artificiel créé numériquement, et qui ressemble en tout point au monde réel qu'on connaît, permettant à l'utilisateur d'interagir intuitivement, voire instinctivement. L'individu doit se sentir immergé le plus naturellement possible. Il s'agit essentiellement de le mettre dans un environnement qui peut-être contrôlé.
« Les techniques de la réalité virtuelle sont fondées sur l'interaction en temps réel avec un monde virtuel, à l'aide d'interfaces comportementales permettant l'immersion « pseudo naturelle » des utilisateurs dans cet environnement ». Elle permet donc à l'utilisateur de s'extraire de la réalité physique pour changer virtuellement de temps ou de lieu, etc. C'est une possibilité de dépasser les frontières du réel. Cette technologie englobe bon nombre de sens, elle offre à la fois une expérience visuelle, auditive, et également kinesthésique lorsque l'on est équipé d'interfaces adéquates (gants, vêtements, etc.), qui permettent d'éprouver des sensations liées au toucher ou à certaines actions comme les coups, ou l'impact, etc.
Néanmoins, comme « immatériel » ou « dématérialisé », cet adjectif est trompeur, car les infrastructures du réseau Internet et les serveurs des centres de données qui exécutent les requêtes lancées depuis des ordinateurs personnels ou des smartphones sont bien matériels. Ainsi, tout ce qui transite sur le réseau Internet (streaming, réseaux sociaux, navigation par satellite, courriels, consultations et mises à jour de sites web...) a des conséquences sur l'environnement, notamment à travers la consommation d'électricité des centres de données et l'énergie grise qu'ils représentent.

### Mémoire virtuelle
La mémoire virtuelle est une technique qui permet à « un ordinateur de compenser le manque de mémoire physique en transférant temporairement des pages de données de la mémoire vive (RAM, Random Access Memory) vers un stockage sur disque ». La mémoire virtuelle n'est pas un objet physique, nous ne pouvons la toucher, elle est abstraite, c'est une suite logique de code. Elle correspond en tout point à la définition philosophique du terme « virtuel ». Marcello Vitali-Rosati dresse une liste :
- « Le virtuel est une force conduisant à la production de quelque chose de nouveau. En effet, la mémoire virtuelle produit une nouvelle mémoire qui ne serait pas là autrement.
- Le virtuel en tant que force est un interstice qui, dans un même temps, relie et sépare un avant et un après. La mémoire virtuelle relie la RAM et le disque dur – qui sont là avant elle – à une mémoire particulière s’occupant de rassembler les données relatives à un processus. Elle est la force permettant de produire plusieurs mémoires particulières. C’est cette capacité qui permet d’avoir des systèmes multi-tâches.
- Le virtuel ne s’oppose pas au réel, il est réel – le réel étant justement l’instant interstitiel où à chaque moment nous vivons. La mémoire virtuelle est une partie réelle de l’ordinateur : c’est elle qui permet à l’ordinateur de fonctionner, c’est-à-dire d’exécuter des tâches.
- Sa caractéristique fondamentale est la multiplication de ce qui, dans l’actuel, a une fonction unique car le virtuel a en lui des fonctions multiples ne pouvant être réduites à l’unité. La mémoire virtuelle multiplie la fonction unique de la mémoire RAM. Au lieu d’avoir une seule mémoire on en a plusieurs.
- L’actuel est un après-coup du virtuel. Il est moins réel que le virtuel. Dans le cas de l’ordinateur, il serait la mémoire particulière que la mémoire virtuelle crée pour traiter un processus déterminé. Or cette mémoire est en mouvement continu, elle apparaît et disparaît selon les processus traités par la machine. La penser comme réelle implique une abstraction : on devrait en effet la considérer comme immobile »[23].

### Identité virtuelle
L'identité virtuelle est l'identité d'un utilisateur telle qu'elle est comprise et définie par une machine. Elle peut sembler être un synonyme du terme identité numérique, mais avec ses particularités ce dernier n'a rien d'irréel. Tandis que l'identité virtuelle, elle, ne correspond pas une réelle personne, ou à sa véritable identité, et peut être bâtie et changée selon nos souhaits. On peut donner comme exemple les pseudonymes sur le web, les comptes sur les réseaux sociaux, les comptes à des fins ludiques ou autre, nous les créons et nous pouvons les modifier à notre guise. Parfois ils représentent notre réelle identité, parfois il s'agit de « fausses » informations (sans doute le cas des comptes pour jeux, ou pour les sites où il ne nous semble pas pertinent de mettre notre réel nom, ou âge, etc.), mais dans tous les cas cette identité virtuelle « est une manière de présenter sur le web notre identité ». Elle est même plus proche de notre identité que l'identité numérique, « c’est l’usager qui construit et gère son identité virtuelle, c’est la machine qui gère l’identité numérique et en dépossède l’usager ».

### Communauté virtuelle
La communauté virtuelle est un groupe de personnes éloignées physiquement, mais qui sont réunies sur internet et liées par des valeurs et des intérêts communs, que ce soit pour des raisons professionnelles, éducatives, ou pour une passion que ce groupe partage.
Elle est déterritorialisée : les personnes sont éloignées géographiquement, mais proches en ligne, numériquement. On peut même considérer que ces personnes sont plus proches qu'une communauté « réelle ». En ligne, elles ne se regrouperont que parce qu'elles ont des points communs et des visions similaires. « Une communauté virtuelle, en revanche, est le résultat d’une série de liens très concrets : elle ne se forme que parce que les actions de chaque individu sont liées à celles des autres ».

## Virtualisation

### Virtualisationen philosophie
D'un point de vue philosophique la virtualisation remonte du passage du réel ou de l'actuel vers le virtuel. Prenons encore l'exemple de l'arbre présent virtuellement dans la graine. La virtualisation serait le chemin qui me permettrait de remonter de l'acte (dans ce cas de la graine) jusqu'à la possibilité d'avoir un résultat (ici : un arbre). « La virtualisation est de fait un processus d’abstraction visant à produire une connaissance ».
« En reprenant la définition de Pierre Lévy, le virtuel serait à l'actuel ce que la question est à la réponse : autrement dit, la virtualisation n'est que le retour de la solution à la problématique. »
Pour le philosophe Châtelet, le rapport entre sujets et objets, c’est-à-dire l’accès à l’actuel, est faussé par le langage, et crée l’illusion d’une virtualisation : « la désignation assassine toute virtualité ». Châtelet propose de multiplier les processus de virtualisation afin de résoudre ce problème. La multiplication progressive des processus de virtualisation permet ainsi de démultiplier les regards portés sur l’objet, et donc de tendre vers son actualité. Dès lors, la virtualisation devient une méthode, non seulement afin d’accéder au réel, mais aussi de le construire.

### Virtualisation en physique
En physique, la virtualisation par le biais du calcul peut devenir un mode d'accès vers un actuel qui, s'il n'est pas encore observé, le deviendra par la suite. La notion d'"oscillateur virtuel" figure dans un article publié par Niels Bohr paru en 1924. Le physicien Serge Haroche utilise ainsi l'exemple du positron. S'il est bien virtuel dans un premier temps, car issu des équations propres à la théorie quantique, le positron devient observé de façon empirique par la suite. L'hypothèse scientifique consiste en un processus de virtualisation, permettant d'accéder à l'actuel. En ce sens, l'actuel peut être considéré comme étant le fruit d'une virtualisation.

### Virtualisation en informatique
La virtualisation a une signification bien technique également. Il s'agit d'un système d'exploitation qui permet le fonctionnement de plusieurs machines virtuelles (sur un même matériel) qui disposent chacune de leur propre système d'exploitation. Chacun de ces système n'a pas conscience de partager le même matériel.
« Le concept couvre différents aspects : On peut ainsi virtualiser les serveurs (émulation des OS), le stockage (simplification de gestion), les applications (simplification de l'administration) ou encore le poste client (optimisation du TCO, coût de possession), etc. ».